# Velké Solné jezero
Velké Solné jezero (anglicky Great Salt Lake) je slané jezero ve státě Utah na západě USA. Má velmi vysokou salinitu (je slanější než moře) a obsah minerálů stále roste. Je pozůstatkem zaniklého pleistocenního sladkovodního jezera Bonneville. Má rozlohu 4400 km². Průměrně je hluboké 4,5 až 7,5 m a dosahuje maximální hloubky 13 až 15 m. Leží v nadmořské výšce 1280 m. Jeho mělká a teplá voda způsobuje od konce podzimu do jara sněhový efekt vodních ploch. Ačkoliv bývá nazýváno „americké Mrtvé moře“ vyskytují se zde milióny ptáků, včetně největší populace lyskonoha dlouhozobého (Phalaropus tricolor) na světě.

## Pobřeží

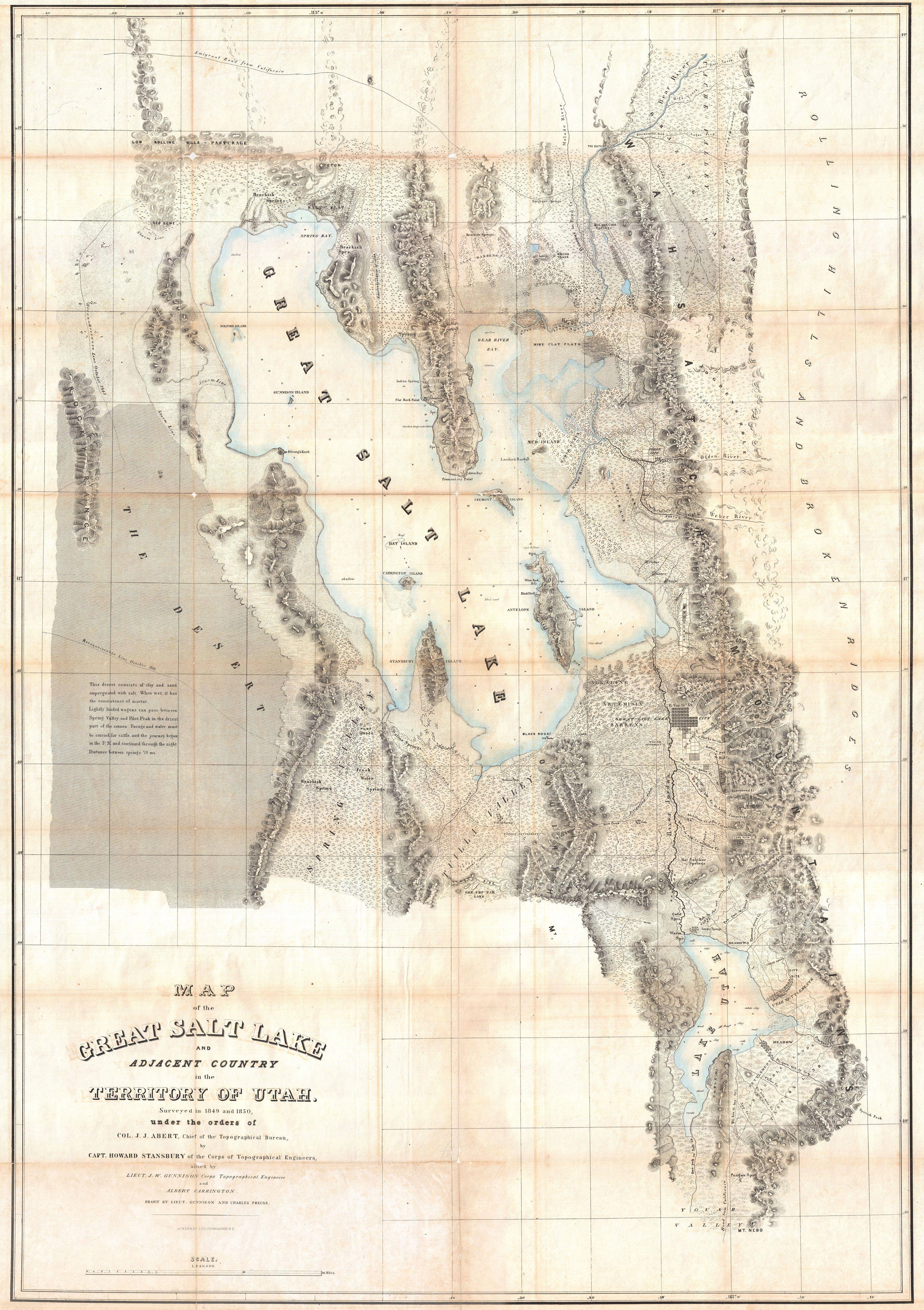
Mapa oblasti Velkého Solného jezera z roku 1852

Na východě k jezeru zasahuje hřbet Wasatch Range. Na západě obklopuje břehy neobyvatelná poušť. U jižního břehu jezera končí nejsevernější výběžky pohoří Oquirrh, orientovaného v délce cca 50 km od severu k jihu.

## Ostrovy
Na jezeře je 13 pojmenovaných ostrovů. Podle velikosti to jsou Antelope, Stansbury, Fremont, Carrington, Dolphin, Cub, Badger, Strongs Knob, Gunnison, Hat (Bird), Egg Island, Black Rock and White Rock. Dolphin, Gunnison, Cub a Strongs Knob jsou v severozápadním rameni a zbytek v jižním.

## Vodní režim
Jezero je bezodtoké. Tři nejvýznamnější přítoky jsou řeky Medvědí ř., Weber a Jordán, které přitékají z východu. Rozloha jezera kolísá od 2500 do 6000 km² v závislosti na atmosférických srážkách přiměřeně s úrovní hladiny jezera. Amplituda kolísání hladiny za posledních 100 let činila přibližně 5 m.
Sezónní změny úrovně hladiny, které jsou způsobené táním sněhu v horách Wasatch, dosahují přibližně 40 cm.

## Vlastnosti vody

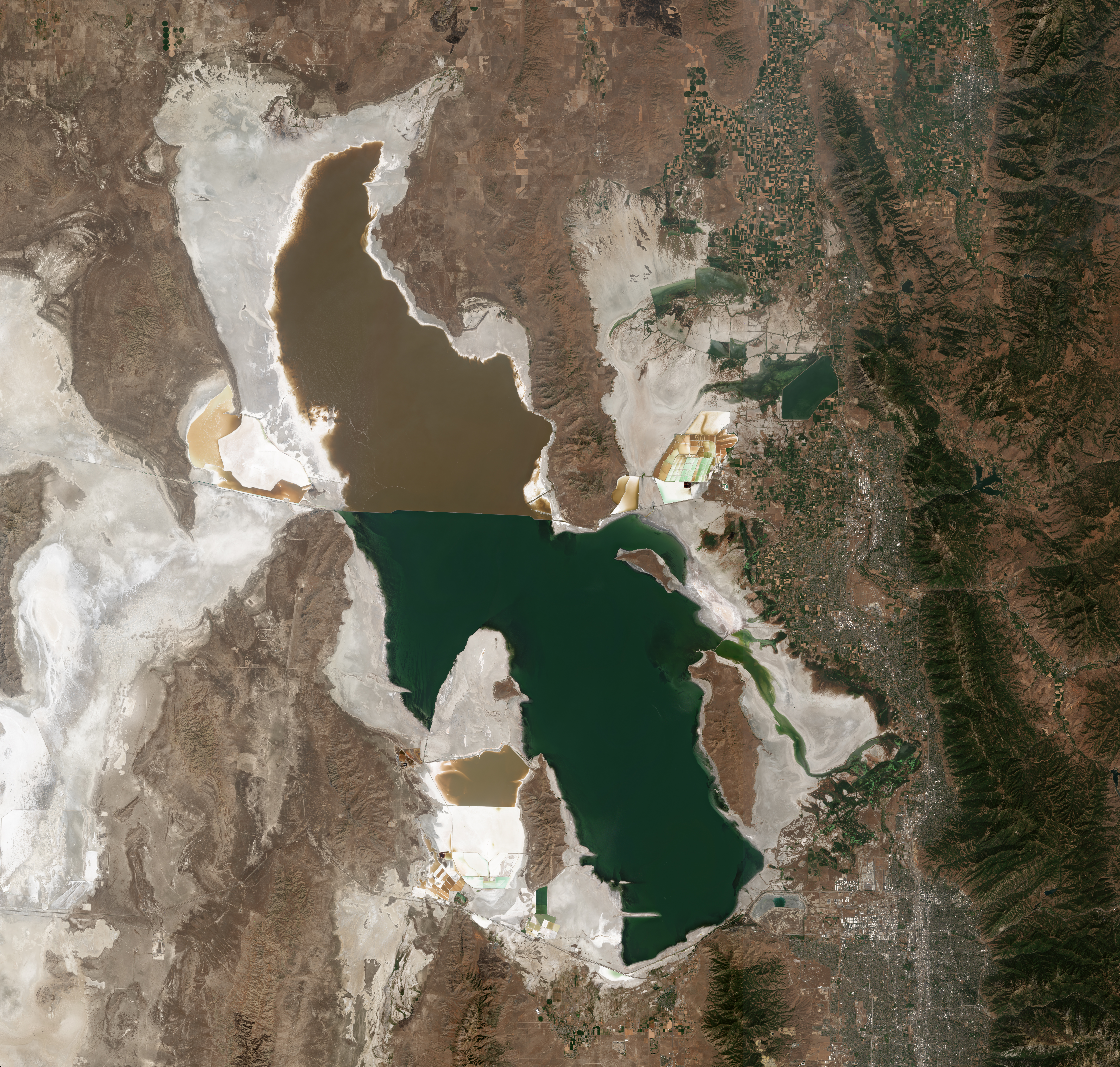
Jezero ze satelitu Sentinel-2 (2018)

Slanost vody se mění od 5 % při vysoké úrovni hladiny do 27 % při nízké úrovni. Pro představu průměrná slanost oceánu je 3,5 % a Mrtvého moře 35 %. Celkový obsah soli se odhaduje na 6000 Mt. Jedná se hlavně o minerály aragonit, blödit, glauberit, sádrovec, selenit (odrůda sádrovce), halit (kamenná sůl), mirabilit, thénardit . Ročně se vytěží 8 000 t.

## Osídlení pobřeží
Východní pobřeží je hustě osídleno. Největší města jsou Salt Lake City a Ogden. Jezero protíná po hrázi v délce 40 km jihopacifická železnice.